# Daniel Stern (skuespiller)
 For alternative betydninger, se Daniel Stern. (Se også artikler, som begynder med Daniel Stern)
Daniel Stern (født 28. august 1957) er en amerikansk skuespiller. Han er bedst kendt for sin rolle i filmene Alene Hjemme og Alene Hjemme 2, samt filmen Herretur og opfølgeren Jagten på Curlys guld.

## Filmografi
- The Next Three Days (2010)
- Roller Girl (2009)
- Very bad things (1998)
- Celtics stolthed (1996)
- Jagten på Curlys guld (1994)
- Alene hjemme 2: Glemt i New York (1992)
- Herretur (1991)
- Alene hjemme (1990)
- Dollargrin på afveje (1990)
- Chefens kone (1987)
- Diner (1982)
- Udbrud (1979)